# Saint-Santin
Saint-Santin (okzitanisch Sent Antin) ist eine französische Gemeinde mit 517 Einwohnern (Stand 1. Januar 2022) im Département Aveyron in der Region Okzitanien (vor 2016 Midi-Pyrénées). Sie gehört zum Arrondissement Villefranche-de-Rouergue und zum Kanton Lot et Dourdou. Die Einwohner werden Saint-Santinois genannt.

## Geografie
Saint-Santin liegt etwa 45 Kilometer nordwestlich von Rodez am Fluss Lot, der die Gemeinde im Süden begrenzt. Umgeben wird Saint-Santin von den Nachbargemeinden Saint-Santin-de-Maurs im Nordwesten und Norden, Saint-Constant-Fournoulès im Norden und Nordosten, Puycapel und Cassaniouze im Nordosten, Conques-en-Rouergue im Nordosten und Osten, Saint-Parthem im Osten, Flagnac im Süden, Livinhac-le-Haut im Südwesten und Süden sowie Montmurat im Westen.

## Bevölkerungsentwicklung
| Jahr                       | 1962 | 1968 | 1975 | 1982 | 1990 | 1999 | 2006 | 2019 |
| Einwohner                  | 708  | 696  | 664  | 643  | 575  | 534  | 569  | 538  |
| Quellen: Cassini und INSEE |      |      |      |      |      |      |      |      |

## Sehenswürdigkeiten
- Kirche Saint-Pierre
- Kirche Saint-Julien im Ortsteil Saint-Julien de Piganiol

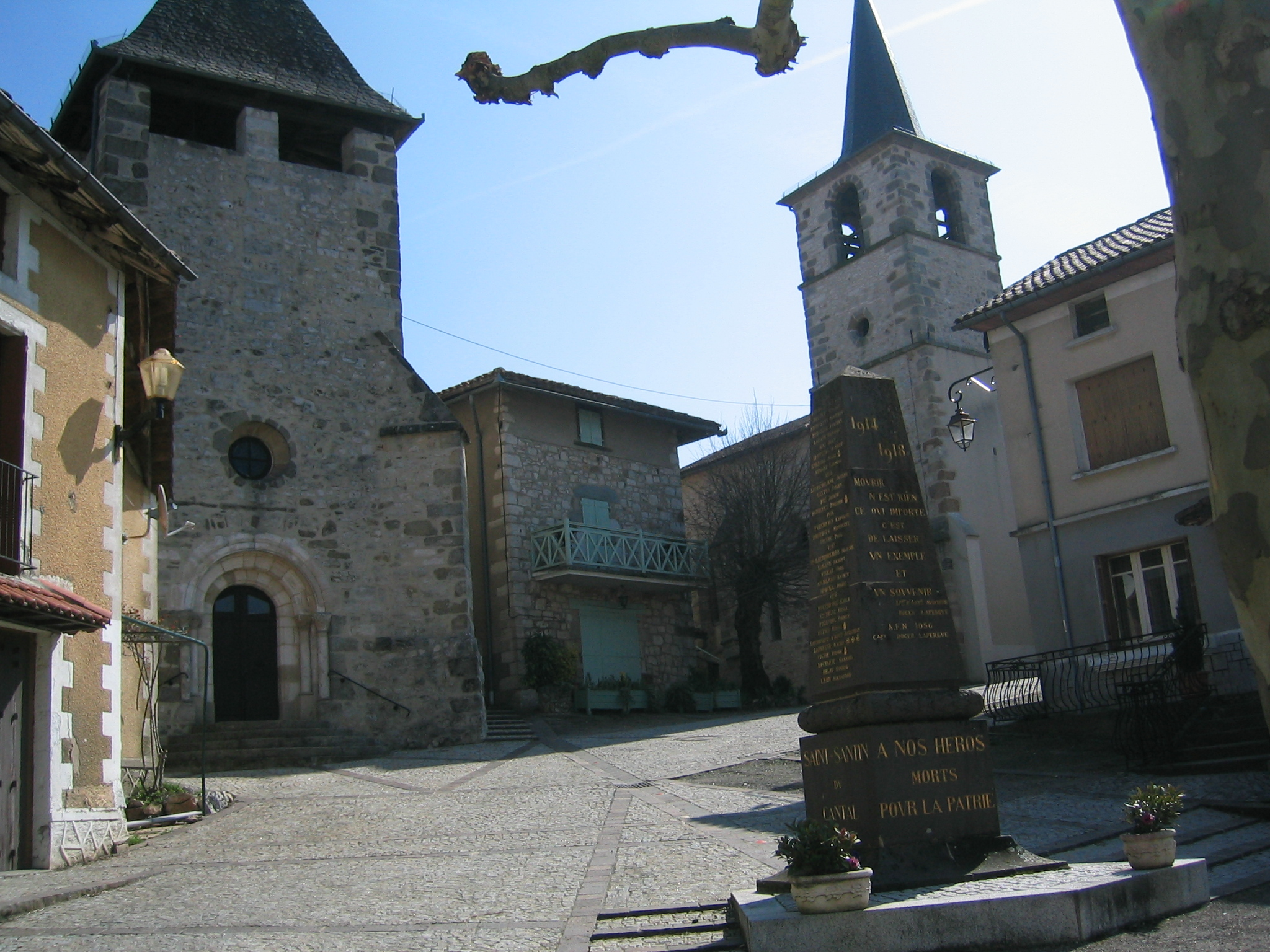
Kirche Saint-Pierre
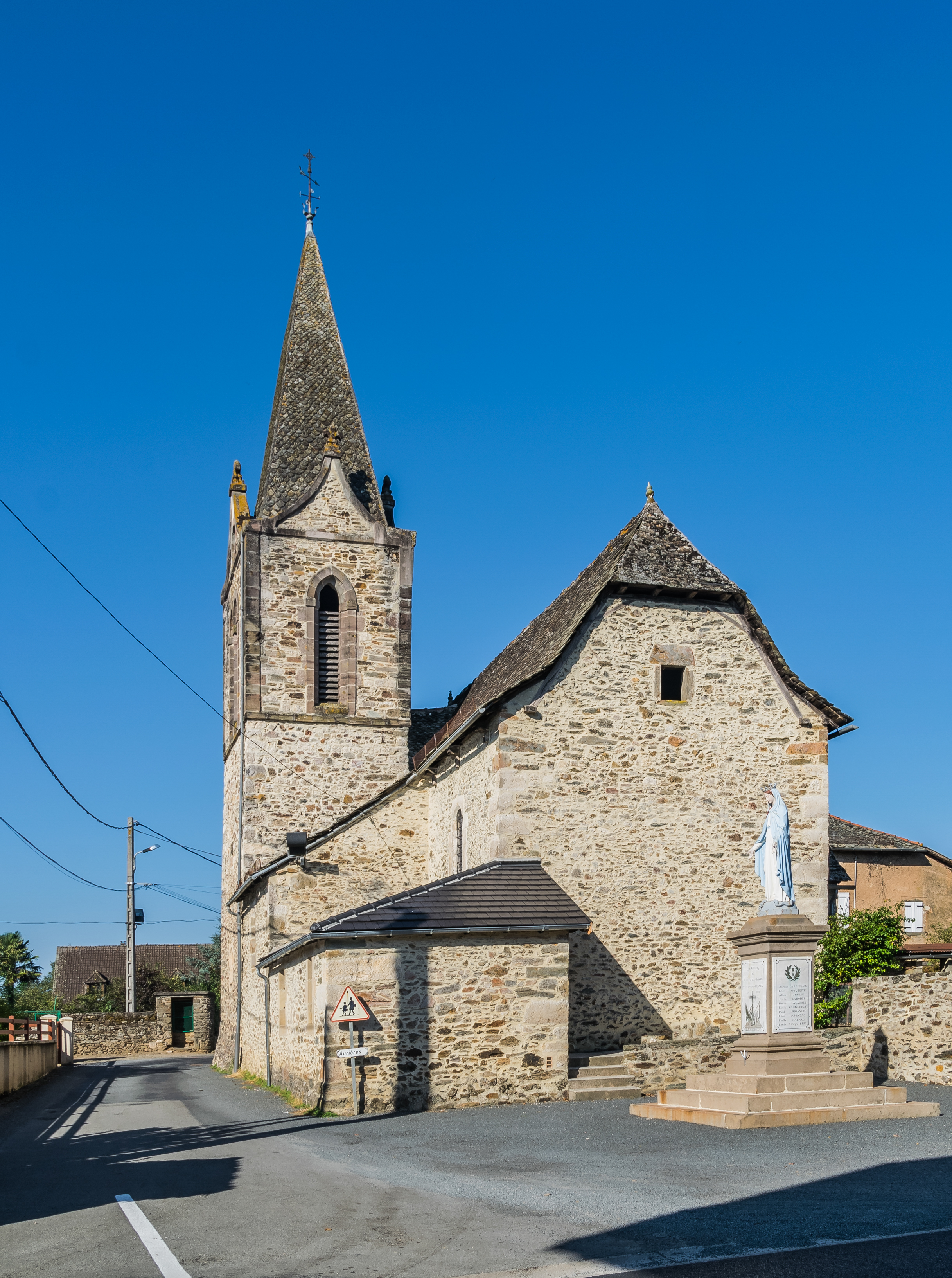
Kirche Saint-Julien